# Missioni Cosmos 1962-1970
La lista comprende tutti i satelliti lanciati tra il 1962 e il 1970 che hanno ricevuto la denominazione Cosmos, con il relativo vettore. 

## 1962
| Designazione | Nome               | NSSDC ID  | Data         | Lanciatore     | Funzione                     |
| ------------ | ------------------ | --------- | ------------ | -------------- | ---------------------------- |
| Cosmos 1     | Sputnik 11/DS-2    | 1962-008A | 16 marzo     | Kosmos-2I 63S1 |                              |
| Cosmos 2     | Sputnik 12/1MS     | 1962-009A | 6 aprile     | Kosmos-2I 63S1 |                              |
| Cosmos 3     | Sputnik 13/2MS     | 1962-013A | 24 aprile    | Kosmos-2I 63S1 |                              |
| Cosmos 4     | Sputnik 14/Zenit-2 | 1962-014A | 26 aprile    | Vostok-K 8K72K | satellite da ricognizione    |
| Cosmos 5     | Sputnik 15/2MS     | 1962-020A | 28 maggio    | Kosmos-2I 63S1 |                              |
| Cosmos 6     | Sputnik 16/DS-P1   | 1962-028A | 30 giugno    | Kosmos-2I 63S1 | satellite militare bersaglio |
| Cosmos 7     | Sputnik 17/Zenit-2 | 1962-033A | 28 luglio    | Vostok-2 8A92  | satellite da ricognizione    |
| Cosmos 8     | Sputnik 18/DS-K-8  | 1962-038A | 18 agosto    | Kosmos-2I 63S1 | satellite militare           |
| Cosmos 9     | Zenit-2            | 1962-048A | 27 settembre | Vostok-2 8A92  | satellite da ricognizione    |
| Cosmos 10    | Zenit-2            | 1962-054A | 17 ottobre   | Vostok-2 8A92  | satellite da ricognizione    |
| Cosmos 11    | DS-A1              | 1962-056A | 20 ottobre   | Kosmos-2I 63S1 | satellite militare           |
| Cosmos 12    | Zenit-2            | 1962-072A | 22 dicembre  | Vostok-2 8A92  | satellite da ricognizione    |

## 1963
| Designazione | Nome    | NSSDC ID  | Data        | Lanciatore     | Funzione                     |
| ------------ | ------- | --------- | ----------- | -------------- | ---------------------------- |
| Cosmos 13    | Zenit-2 | 1963-006A | 21 marzo    | Vostok-2 8A92  | satellite da ricognizione    |
| Cosmos 14    | Omega   | 1963-010A | 13 aprile   | Kosmos-2I 63S1 | satellite scientifico        |
| Cosmos 15    | Zenit-2 | 1963-011A | 22 aprile   | Vostok-2 8A92  | satellite da ricognizione    |
| Cosmos 16    | Zenit-2 | 1963-012A | 28 aprile   | Vostok-2 8A92  | satellite da ricognizione    |
| Cosmos 17    | DS-A1   | 1963-017A | 22 maggio   | Kosmos-2I 63S1 | satellite militare           |
| Cosmos 18    | Zenit-2 | 1963-018A | 24 maggio   | Vostok-2 8A92  | satellite da ricognizione    |
| Cosmos 19    | DS-P1   | 1963-033A | 6 agosto    | Kosmos-2I 63S1 | satellite militare bersaglio |
| Cosmos 20    | Zenit-2 | 1963-040B | 18 ottobre  | Vostok-2 8A92  | satellite da ricognizione    |
| Cosmos 21    | 3MV-1   | 1963-044A | 11 novembre | Molniya 8K78   |                              |
| Cosmos 22    | Zenit-4 | 1963-045A | 16 novembre | Voskhod 11A57  | satellite da ricognizione    |
| Cosmos 23    | Omega   | 1963-050A | 13 dicembre | Kosmos-2I 63S1 | satellite scientifico        |
| Cosmos 24    | Zenit-2 | 1963-052A | 19 dicembre | Vostok-2 8A92  | satellite da ricognizione    |

## 1964
| Designazione | Nome        | NSSDC ID  | Data         | Lanciatore      | Funzione                                                 |
| ------------ | ----------- | --------- | ------------ | --------------- | -------------------------------------------------------- |
| Cosmos 25    | DS-P1       | 1964-010A | 27 febbraio  | Kosmos-2I 63S1  | satellite militare bersaglio                             |
| Cosmos 26    | DS-MG       | 1964-013A | 18 marzo     | Kosmos-2I 63S1  | satellite militare                                       |
| Cosmos 27    | 3MV-1       | 1964-014A | 27 marzo     | Molniya-M 8K78M |                                                          |
| Cosmos 28    | Zenit-2     | 1964-017A | 4 aprile     | Vostok-2 8A92   | satellite da ricognizione                                |
| Cosmos 29    | Zenit-2     | 1964-021A | 25 aprile    | Vostok-2 8A92   | satellite da ricognizione                                |
| Cosmos 30    | Zenit-4     | 1964-023A | 18 maggio    | Voskhod 11A57   | satellite da ricognizione                                |
| Cosmos 31    | DS-MT       | 1964-028A | 6 giugno     | Kosmos-2I 63S1  | satellite per la sperimentazione di tecnologie           |
| Cosmos 32    | Zenit-2     | 1964-029A | 10 giugno    | Vostok-2 8A92   | satellite da ricognizione                                |
| Cosmos 33    | Zenit-2     | 1964-033A | 23 giugno    | Vostok-2 8A92   | satellite da ricognizione                                |
| Cosmos 34    | Zenit-4     | 1964-034A | 1 luglio     | Voskhod 11A57   | satellite da ricognizione                                |
| Cosmos 35    | Zenit-2     | 1964-039A | 15 luglio    | Vostok-2 8A92   | satellite da ricognizione                                |
| Cosmos 36    | DS-P1-Yu    | 1964-042A | 30 luglio    | Kosmos-2I 63S1  | satellite militare bersaglio per il sistema radar Dnestr |
| Cosmos 37    | Zenit-2     | 1964-044A | 14 agosto    | Vostok-2 8A92   | satellite da ricognizione                                |
| Cosmos 38    | Strela-1    | 1964-046A | 18 agosto    | Kosmos-1 65S3   | satellite per telecomunicazioni militare                 |
| Cosmos 39    | Strela-1    | 1964-046B | 18 agosto    | Kosmos-1 65S3   | satellite per telecomunicazioni militare                 |
| Cosmos 40    | Strela-1    | 1964-046C | 18 agosto    | Kosmos-1 65S3   | satellite per telecomunicazioni militare                 |
| Cosmos 41    | Molniya-1   | 1964-049D | 22 agosto    | Molniya 8K78    | satellite per telecomunicazioni militare                 |
| Cosmos 42    | Strela-1    | 1964-050A | 22 agosto    | Kosmos-2I 63S1  | satellite per telecomunicazioni militare                 |
| Cosmos 43    | Strela-1    | 1964-050C | 22 agosto    | Kosmos-2I 63S1  | satellite per telecomunicazioni militare                 |
| Cosmos 44    | Meteor      | 1964-053A | 28 agosto    | Vostok-2M 8A92M | satellite meteorologico sperimentale                     |
| Cosmos 45    | Zenit-4     | 1964-055A | 13 settembre | Voskhod 11A57   | satellite da ricognizione                                |
| Cosmos 46    | Zenit-2     | 1964-059A | 24 settembre | Vostok-2 8A92   | satellite da ricognizione                                |
| Cosmos 47    | Voskhod 3KV | 1964-062A | 6 ottobre    | Voskhod 11A57   | veicolo spaziale di test per il programma Voskhod        |
| Cosmos 48    | Zenit-2     | 1964-066A | 14 ottobre   | Vostok-2 8A92   | satellite da ricognizione                                |
| Cosmos 49    | DS-MG       | 1964-069A | 24 ottobre   | Kosmos-2I 63S1  | satellite militare                                       |
| Cosmos 50    | Zenit-2     | 1964-070A | 28 ottobre   | Vostok-2 8A92   | satellite da ricognizione                                |
| Cosmos 51    | DS-MT       | 1964-080A | 9 dicembre   | Kosmos-2I 63S1  | satellite per la sperimentazione di tecnologie           |

## 1965
| 1965         |             |           |              |                     |                                                          |
| ------------ | ----------- | --------- | ------------ | ------------------- | -------------------------------------------------------- |
| Designazione | Nome        | NSSDC ID  | Data         | Lanciatore          | Funzione                                                 |
| Cosmos 52    | Zenit-2     | 1965-001A | 11 gennaio   | Vostok-2 8A92       | satellite da ricognizione                                |
| Cosmos 53    | DS-A1       | 1965-006A | 30 gennaio   | Kosmos-2I 63S1      | satellite militare                                       |
| Cosmos 54    | Strela-1    | 1965-011A | 21 febbraio  | Kosmos-1 65S3       | satellite per telecomunicazioni militare                 |
| Cosmos 55    | Strela-1    | 1965-011B | 21 febbraio  | Kosmos-1 65S3       | satellite per telecomunicazioni militare                 |
| Cosmos 56    | Strela-1    | 1965-011C | 21 febbraio  | Kosmos-1 65S3       | satellite per telecomunicazioni militare                 |
| Cosmos 57    | Voskhod 3KD | 1965-012A | 22 febbraio  | Voskhod 11A57       | veicolo spaziale di test per il programma Voskhod        |
| Cosmos 58    | Meteor      | 1965-014A | 26 febbraio  | Vostok-2M 8A92M     | satellite meteorologico sperimentale                     |
| Cosmos 59    | Zenit-4     | 1965-015A | 7 marzo      | Voskhod 11A57       | satellite da ricognizione                                |
| Cosmos 60    | E-6         | 1965-018A | 12 marzo     | Molniya-L 8K72L     | Lander lunare (missione fallita)                         |
| Cosmos 61    | Strela-1    | 1965-020A | 15 marzo     | Kosmos-1 65S1       | satellite per telecomunicazioni militare                 |
| Cosmos 62    | Strela-1    | 1965-020B | 15 marzo     | Kosmos-1 65S1       | satellite per telecomunicazioni militare                 |
| Cosmos 63    | Strela-1    | 1965-020C | 15 marzo     | Kosmos-1 65S1       | satellite per telecomunicazioni militare                 |
| Cosmos 64    | Zenit-2     | 1965-025A | 25 marzo     | Vostok-2 8A92       | satellite da ricognizione                                |
| Cosmos 65    | Zenit-4     | 1965-029A | 17 aprile    | Voskhod 11A57       | satellite da ricognizione                                |
| Cosmos 66    | Zenit-2     | 1965-035A | 7 maggio     | Vostok-2 8A92       | satellite da ricognizione                                |
| Cosmos 67    | Zenit-4     | 1965-040A | 25 maggio    | Voskhod 11A57       | satellite da ricognizione                                |
| Cosmos 68    | Zenit-2     | 1965-046A | 15 giugno    | Vostok-2 8A92       | satellite da ricognizione                                |
| Cosmos 69    | Zenit-4     | 1965-049A | 25 giugno    | Voskhod 11A57       | satellite da ricognizione                                |
| Cosmos 70    | DS-A1       | 1965-052A | 2 luglio     | Kosmos-2I 63S1      | satellite militare                                       |
| Cosmos 71    | Strela-1    | 1965-053A | 16 luglio    | Kosmos-1 65S3       | satellite per telecomunicazioni militare                 |
| Cosmos 72    | Strela-1    | 1965-053B | 16 luglio    | Kosmos-1 65S3       | satellite per telecomunicazioni militare                 |
| Cosmos 73    | Strela-1    | 1965-053C | 16 luglio    | Kosmos-1 65S3       | satellite per telecomunicazioni militare                 |
| Cosmos 74    | Strela-1    | 1965-053D | 16 luglio    | Kosmos-1 65S3       | satellite per telecomunicazioni militare                 |
| Cosmos 75    | Strela-1    | 1965-053E | 16 luglio    | Kosmos-1 65S3       | satellite per telecomunicazioni militare                 |
| Cosmos 76    | DS-P1-Yu    | 1965-059A | 23 luglio    | Kosmos-2I 63S1      | satellite militare bersaglio per il sistema radar Dnestr |
| Cosmos 77    | Zenit-4     | 1965-061A | 3 agosto     | Voskhod 11A57       | satellite da ricognizione                                |
| Cosmos 78    | Zenit-2     | 1965-066A | 14 agosto    | Vostok-2 8A92       | satellite da ricognizione                                |
| Cosmos 79    | Zenit-4     | 1965-069A | 25 agosto    | Voskhod 11A57       | satellite da ricognizione                                |
| Cosmos 80    | Strela-1    | 1965-070A | 3 settembre  | Kosmos-1 65S3       | satellite per telecomunicazioni militare                 |
| Cosmos 81    | Strela-1    | 1965-070B | 3 settembre  | Kosmos-1 65S3       | satellite per telecomunicazioni militare                 |
| Cosmos 82    | Strela-1    | 1965-070C | 3 settembre  | Kosmos-1 65S3       | satellite per telecomunicazioni militare                 |
| Cosmos 83    | Strela-1    | 1965-070D | 3 settembre  | Kosmos-1 65S3       | satellite per telecomunicazioni militare                 |
| Cosmos 84    | Strela-1    | 1965-070E | 3 settembre  | Kosmos-1 65S3       | satellite per telecomunicazioni militare                 |
| Cosmos 85    | Zenit-4     | 1965-071A | 9 settembre  | Voskhod 11A57       | satellite da ricognizione                                |
| Cosmos 86    | Strela-1    | 1965-073A | 18 settembre | Kosmos-1 65S3       | satellite per telecomunicazioni militare                 |
| Cosmos 87    | Strela-1    | 1965-073B | 18 settembre | Kosmos-1 65S3       | satellite per telecomunicazioni militare                 |
| Cosmos 88    | Strela-1    | 1965-073C | 18 settembre | Kosmos-1 65S3       | satellite per telecomunicazioni militare                 |
| Cosmos 89    | Strela-1    | 1965-073D | 18 settembre | Kosmos-1 65S3       | satellite per telecomunicazioni militare                 |
| Cosmos 90    | Strela-1    | 1965-073E | 18 settembre | Kosmos-1 65S3       | satellite per telecomunicazioni militare                 |
| Cosmos 91    | Zenit-4     | 1965-075A | 23 settembre | Voskhod 11A57       | satellite da ricognizione                                |
| Cosmos 92    | Zenit-4     | 1965-083A | 16 ottobre   | Voskhod 11A57       | satellite da ricognizione                                |
| Cosmos 93    | DS-U2-V     | 1965-084A | 19 ottobre   | Kosmos-2M 63S1M     | satellite militare                                       |
| Cosmos 94    | Zenit-4     | 1965-085A | 28 ottobre   | Voskhod 11A57       | satellite da ricognizione                                |
| Cosmos 95    | DS-U2-V     | 1965-088A | 4 novembre   | Kosmos-2M 63S1M     | satellite militare                                       |
| Cosmos 96    | 3MV-4       | 1965-094A | 23 novembre  | Molniya-M 8K78M     |                                                          |
| Cosmos 97    | DS-U2-M     | 1965-095A | 26 novembre  | Kosmos-2M 63S1M     | Satellite per lo sviluppo di orologi atomici             |
| Cosmos 98    | Zenit-2     | 1965-097A | 27 novembre  | Vostok-2 8A92       | satellite da ricognizione                                |
| Cosmos 99    | Zenit-2     | 1965-103A | 10 dicembre  | Vostok-2 8A92       | satellite da ricognizione                                |
| Cosmos 100   | Meteor      | 1965-106A | 17 dicembre  | Vostok-2M 8A92M     | satellite meteorologico sperimentale                     |
| Cosmos 101   | DS-P1-Yu    | 1965-107A | 21 dicembre  | Kosmos-2I 63S1      | satellite militare bersaglio per il sistema radar Dnestr |
| Cosmos 102   | US-A        | 1965-111A | 27 dicembre  | Soyuz/Vostok 11A510 | satellite da ricognizione                                |
| Cosmos 103   | Strela-2    | 1965-112A | 28 dicembre  | Kosmos-1 65S3       | satellite per telecomunicazioni militare                 |

## 1966
| Designazione | Nome        | NSSDC ID  | Data        | Lanciatore          | Funzione                                                         |
| ------------ | ----------- | --------- | ----------- | ------------------- | ---------------------------------------------------------------- |
| Cosmos 104   | Zenit-2     | 1966-001A | 7 gennaio   | Vostok-2 8A92       | satellite da ricognizione                                        |
| Cosmos 105   | Zenit-2     | 1966-003A | 22 gennaio  | Vostok-2 8A92       | satellite da ricognizione                                        |
| Cosmos 106   | DS-P1-I     | 1966-004A | 25 gennaio  | Kosmos-2M 63S1M     | satellite militare bersaglio                                     |
| Cosmos 107   | Zenit-2     | 1966-010A | 10 febbraio | Vostok-2 8A92       | satellite da ricognizione                                        |
| Cosmos 108   | DS-U1-G     | 1966-011A | 11 febbraio | Kosmos-2I 63S1      | satellite scientifico per lo studio della ionosfera              |
| Cosmos 109   | Zenit-4     | 1966-014A | 19 febbraio | Voskhod 11A57       | satellite da ricognizione                                        |
| Cosmos 110   | Voskhod 3KV | 1966-015A | 22 febbraio | Voskhod 11A57       | veicolo spaziale di test per il programma Voskhod                |
| Cosmos 111   | E-6S        | 1966-017A | 1 marzo     | Molniya-M 8K78M     | Orbiter lunare (missione fallita)                                |
| Cosmos 112   | Zenit-2     | 1966-021A | 17 marzo    | Vostok-2 8A92       | satellite da ricognizione                                        |
| Cosmos 113   | Zenit-4     | 1966-023A | 21 marzo    | Voskhod 11A57       | satellite da ricognizione                                        |
| Cosmos 114   | Zenit-4     | 1966-028A | 6 aprile    | Voskhod 11A57       | satellite da ricognizione                                        |
| Cosmos 115   | Zenit-2     | 1966-033A | 20 aprile   | Vostok-2 8A92       | satellite da ricognizione                                        |
| Cosmos 116   | DS-P1-Yu    | 1966-036A | 26 aprile   | Kosmos-2M 63S1M     | satellite militare bersaglio per il sistema radar Dnestr         |
| Cosmos 117   | Zenit-2     | 1966-037A | 6 maggio    | Vostok-2 8A92       | satellite da ricognizione                                        |
| Cosmos 118   | Meteor      | 1966-038A | 11 maggio   | Vostok-2M 8A92M     | satellite meteorologico sperimentale                             |
| Cosmos 119   | DS-U2-I     | 1966-043A | 24 maggio   | Kosmos-2I 63SM      | satellite scientifico per lo studio della ionosfera              |
| Cosmos 120   | Zenit-2     | 1966-050A | 8 giugno    | Voskhod 11A57       | satellite da ricognizione                                        |
| Cosmos 121   | Zenit-4     | 1966-054A | 17 giugno   | Voskhod 11A57       | satellite da ricognizione                                        |
| Cosmos 122   | Meteor      | 1966-057A | 25 giugno   | Vostok-2M 8A92M     | satellite meteorologico sperimentale                             |
| Cosmos 123   | DS-P1-Yu    | 1966-061A | 8 luglio    | Kosmos-2I 63S1      | satellite militare bersaglio per il sistema radar Dnestr         |
| Cosmos 124   | Zenit-2     | 1966-064A | 14 luglio   | Voskhod 11A57       | satellite da ricognizione                                        |
| Cosmos 125   | US-A        | 1966-067A | 20 luglio   | Soyuz/Vostok 11A510 | satellite da ricognizione                                        |
| Cosmos 126   | Zenit-4     | 1966-068A | 28 luglio   | Voskhod 11A57       | satellite da ricognizione                                        |
| Cosmos 127   | Zenit-4     | 1966-071A | 8 agosto    | Voskhod 11A57       | satellite da ricognizione                                        |
| Cosmos 128   | Zenit-4     | 1966-079A | 27 agosto   | Voskhod 11A57       | satellite da ricognizione                                        |
| Cosmos 129   | Zenit-2     | 1966-091A | 14 ottobre  | Vostok-2 8A92       | satellite da ricognizione                                        |
| Cosmos 130   | Zenit-4     | 1966-093A | 20 ottobre  | Voskhod 11A57       | satellite da ricognizione                                        |
| Cosmos 131   | Zenit-4     | 1966-105A | 12 novembre | Voskhod 11A57       | satellite da ricognizione                                        |
| Cosmos 132   | Zenit-2     | 1966-106A | 19 novembre | Vostok-2 8A92       | satellite da ricognizione                                        |
| Cosmos 133   | Sojuz 7K-OK | 1966-107A | 28 novembre | Soyuz 11A511        | satellite di test                                                |
| Cosmos 134   | Zenit-4     | 1966-108A | 3 dicembre  | Voskhod 11A57       | satellite da ricognizione                                        |
| Cosmos 135   | DS-U2-MP    | 1966-112A | 12 dicembre | Kosmos-2I 63SM      | satellite scientifico per lo studio del flusso di micrometeoriti |
| Cosmos 136   | Zenit-2     | 1966-115A | 19 dicembre | Vostok-2 8A92       | satellite da ricognizione                                        |
| Cosmos 137   | DS-U2-D     | 1966-117A | 21 dicembre | Kosmos-2I 63S1      | satellite scientifico per lo studio della magnetosfera terrestre |

## 1967
| Designazione | Nome          | NSSDC ID  | Data         | Lanciatore       | Funzione                                                         |
| ------------ | ------------- | --------- | ------------ | ---------------- | ---------------------------------------------------------------- |
| Cosmos 138   | Zenit-2       | 1967-004A | 19 gennaio   | Vostok-2 8A92    | satellite da ricognizione                                        |
| Cosmos 139   | OGCh          | 1967-005A | 25 gennaio   | R-36O 8K69       | sistema di bombardamento orbitale frazionale                     |
| Cosmos 140   | Sojuz 7K-OK   | 1967-009A | 7 febbraio   | Soyuz 11A511     | satellite di test                                                |
| Cosmos 141   | Zenit-4       | 1967-012A | 8 febbraio   | Voskhod 11A57    | satellite da ricognizione                                        |
| Cosmos 142   | DS-U2-I       | 1967-013A | 14 febbraio  | Kosmos-2I 63SM   | satellite scientifico per lo studio della ionosfera              |
| Cosmos 143   | Zenit-2       | 1967-017A | 27 febbraio  | Vostok-2 8A92    | satellite da ricognizione                                        |
| Cosmos 144   | Meteor        | 1967-018A | 28 febbraio  | Vostok-2M 8A92M  | satellite meteorologico sperimentale                             |
| Cosmos 145   | DS-U2-M       | 1967-019A | 3 marzo      | Kosmos-2I 63SM   | Satellite per lo sviluppo di orologi atomici                     |
| Cosmos 146   | Sojuz 7K-L1P  | 1967-021A | 10 marzo     | Proton-K/D 8K72K | test per le sonde Zond                                           |
| Cosmos 147   | Zenit-2       | 1967-022A | 13 marzo     | Vostok-2 8A92    | satellite da ricognizione                                        |
| Cosmos 148   | DS-P1-I       | 1967-023A | 16 marzo     | Kosmos-2I 63SM   | satellite militare bersaglio                                     |
| Cosmos 149   | DS-MO         | 1967-024A | 21 marzo     | Kosmos-2I 63SM   | satellite militare                                               |
| Cosmos 150   | Zenit-4       | 1967-025A | 22 marzo     | Voskhod 11A57    | satellite da ricognizione                                        |
| Cosmos 151   | Strela-2      | 1967-027A | 24 marzo     | Kosmos-3 11K65   | satellite per telecomunicazioni militare                         |
| Cosmos 152   | DS-P1-Yu      | 1967-028A | 25 marzo     | Kosmos-2I 63SM   | satellite militare bersaglio per il sistema radar Dnestr         |
| Cosmos 153   | Zenit-2       | 1967-030A | 4 aprile     | Vostok-2 8A92    | satellite da ricognizione                                        |
| Cosmos 154   | Sojuz 7K-L1P  | 1967-032A | 8 aprile     | Proton-K/D 8K72K | test per le sonde Zond                                           |
| Cosmos 155   | Zenit-4       | 1967-033A | 12 aprile    | Voskhod 11A57    | satellite da ricognizione                                        |
| Cosmos 156   | Meteor        | 1967-039A | 27 aprile    | Vostok-2M 8A92M  | satellite meteorologico sperimentale                             |
| Cosmos 157   | Zenit-2       | 1967-044A | 12 maggio    | Vostok-2 8A92    | satellite da ricognizione                                        |
| Cosmos 158   | Tsiklon-GVM   | 1967-045A | 15 maggio    | Kosmos-3M 11K65M | navigazione satellitare                                          |
| Cosmos 159   | E-6LS         | 1967-046A | 16 maggio    | Molniya-M 8K78M  | Satellite per il test di comunicazioni radio nello spazio        |
| Cosmos 160   | OGCh          | 1967-047A | 17 maggio    | R-36O 8K69       | sistema di bombardamento orbitale frazionale                     |
| Cosmos 161   | Zenit-4       | 1967-049A | 22 maggio    | Voskhod 11A57    | satellite da ricognizione                                        |
| Cosmos 162   | Zenit-4       | 1967-054A | 1 giugno     | Voskhod 11A57    | satellite da ricognizione                                        |
| Cosmos 163   | DS-U2-MP      | 1967-056A | 5 giugno     | Kosmos-2I 63SM   | satellite scientifico per lo studio del flusso di micrometeoriti |
| Cosmos 164   | Zenit-2       | 1967-057A | 8 giugno     | Voskhod 11A57    | satellite da ricognizione                                        |
| Cosmos 165   | DS-P1-Yu      | 1967-059A | 12 giugno    | Kosmos-2I 63SM   | satellite militare bersaglio per il sistema radar Dnestr         |
| Cosmos 166   | DS-U3-S       | 1967-061A | 16 giugno    | Kosmos-2I 63SM   | Osservatorio solare                                              |
| Cosmos 167   | 4V-1          | 1967-063A | 17 giugno    | Molniya-M 8K78M  |                                                                  |
| Cosmos 168   | Zenit-2       | 1967-067A | 4 luglio     | Voskhod 11A57    | satellite da ricognizione                                        |
| Cosmos 169   | OGCh          | 1967-069A | 17 luglio    | R-36O 8K69       | sistema di bombardamento orbitale frazionale                     |
| Cosmos 170   | OGCh          | 1967-074A | 31 luglio    | R-36O 8K69       | sistema di bombardamento orbitale frazionale                     |
| Cosmos 171   | OGCh          | 1967-077A | 8 agosto     | R-36O 8K69       | sistema di bombardamento orbitale frazionale                     |
| Cosmos 172   | Zenit-4       | 1967-078A | 9 agosto     | Voskhod 11A57    | satellite da ricognizione                                        |
| Cosmos 173   | DS-P1-Yu      | 1967-081A | 24 agosto    | Kosmos-2I 63SM   | satellite militare bersaglio per il sistema radar Dnestr         |
| Cosmos 174   | Molniya-1Yu   | 1967-082A | 31 agosto    | Molniya-M 8K78M  | satellite per telecomunicazioni militare                         |
| Cosmos 175   | Zenit-4       | 1967-085A | 11 settembre | Voskhod 11A57    | satellite da ricognizione                                        |
| Cosmos 176   | DS-P1-Yu      | 1967-086A | 12 settembre | Kosmos-2I 63SM   | satellite militare bersaglio per il sistema radar Dnestr         |
| Cosmos 177   | Zenit-2       | 1967-088A | 16 settembre | Voskhod 11A57    | satellite da ricognizione                                        |
| Cosmos 178   | OGCh          | 1967-089A | 19 settembre | R-36O 8K69       | sistema di bombardamento orbitale frazionale                     |
| Cosmos 179   | OGCh          | 1967-091A | 22 settembre | R-36O 8K69       | sistema di bombardamento orbitale frazionale                     |
| Cosmos 180   | Zenit-2       | 1967-093A | 26 settembre | Voskhod 11A57    | satellite da ricognizione                                        |
| Cosmos 181   | Zenit-2       | 1967-097A | 11 ottobre   | Voskhod 11A57    | satellite da ricognizione                                        |
| Cosmos 182   | Zenit-4       | 1967-098A | 16 ottobre   | Voskhod 11A57    | satellite da ricognizione                                        |
| Cosmos 183   | OGCh          | 1967-099A | 18 ottobre   | R-36O 8K69       | sistema di bombardamento orbitale frazionale                     |
| Cosmos 184   | Meteor        | 1967-102A | 24 ottobre   | Vostok-2M 8A92M  | satellite meteorologico sperimentale                             |
| Cosmos 185   | IS-A          | 1967-104A | 27 ottobre   | Tsyklon-2A 11K67 | sistema antisatellite Istrebitel Sputnikov (IS)                  |
| Cosmos 186   | Sojuz 7K-OK   | 1967-105A | 27 ottobre   | Soyuz 11A511     | satellite di test                                                |
| Cosmos 187   | OGCh          | 1967-106A | 28 ottobre   | R-36O 8K69       | sistema di bombardamento orbitale frazionale                     |
| Cosmos 188   | Sojuz 7K-OK   | 1967-107A | 30 ottobre   | Soyuz 11A511     | satellite di test                                                |
| Cosmos 189   | Tselina-O GVM | 1967-108A | 30 ottobre   | Kosmos-3M 11K65M | satellite militare ELINT                                         |
| Cosmos 190   | Zenit-4       | 1967-110A | 3 novembre   | Voskhod 11A57    | satellite da ricognizione                                        |
| Cosmos 191   | DS-P1-Yu      | 1967-115A | 21 novembre  | Kosmos-2I 63SM   | satellite militare bersaglio per il sistema radar Dnestr         |
| Cosmos 192   | Tsiklon       | 1967-116A | 23 novembre  | Kosmos-3M 11K65M | navigazione satellitare                                          |
| Cosmos 193   | Zenit-2       | 1967-117A | 25 novembre  | Voskhod 11A57    | satellite da ricognizione                                        |
| Cosmos 194   | Zenit-4       | 1967-119A | 3 dicembre   | Voskhod 11A57    | satellite da ricognizione                                        |
| Cosmos 195   | Zenit-2       | 1967-124A | 16 dicembre  | Voskhod 11A57    | satellite da ricognizione                                        |
| Cosmos 196   | DS-U1-G       | 1967-125A | 19 dicembre  | Kosmos-2I 63S1   | satellite scientifico per lo studio della ionosfera              |
| Cosmos 197   | DS-U2-V       | 1967-126A | 26 dicembre  | Kosmos-2I 63SM   | satellite militare                                               |
| Cosmos 198   | US-A          | 1967-127A | 27 dicembre  | Tsyklon-2A 11K67 | satellite da ricognizione                                        |

## 1968
| Designazione | Nome        | NSSDC ID  | Data         | Lanciatore       | Funzione                                                                  |
| ------------ | ----------- | --------- | ------------ | ---------------- | ------------------------------------------------------------------------- |
| Cosmos 199   | Zenit-2     | 1968-003A | 16 gennaio   | Voskhod 11A57    | satellite da ricognizione                                                 |
| Cosmos 200   | Tselina-O   | 1968-006A | 19 gennaio   | Kosmos-3M 11K65M | satellite militare ELINT                                                  |
| Cosmos 201   | Zenit-4     | 1968-009A | 6 febbraio   | Voskhod 11A57    | satellite da ricognizione                                                 |
| Cosmos 202   | DS-U2-V     | 1968-010A | 20 febbraio  | Kosmos-2I 63SM   | satellite militare                                                        |
| Cosmos 203   | Sfera       | 1968-011A | 20 febbraio  | Kosmos-3M 11K65M | Geodesia satellitare                                                      |
| Cosmos 204   | DS-P1-I     | 1968-015A | 5 marzo      | Kosmos-2I 63SM   | satellite militare bersaglio                                              |
| Cosmos 205   | Zenit-2     | 1968-016A | 5 marzo      | Voskhod 11A57    | satellite da ricognizione                                                 |
| Cosmos 206   | Meteor      | 1968-019A | 14 marzo     | Vostok-2M 8A92M  | satellite meteorologico sperimentale                                      |
| Cosmos 207   | Zenit-4     | 1968-021A | 16 marzo     | Voskhod 11A57    | satellite da ricognizione                                                 |
| Cosmos 208   | Zenit-2M    | 1968-022A | 21 marzo     | Voskhod 11A57    | satellite da ricognizione                                                 |
| Cosmos 209   | US-A        | 1968-023A | 22 marzo     | Tsyklon-2A 11K67 | satellite da ricognizione                                                 |
| Cosmos 210   | Zenit-2     | 1968-024A | 3 aprile     | Voskhod 11A57    | satellite da ricognizione                                                 |
| Cosmos 211   | DS-P1-Yu    | 1968-028A | 9 aprile     | Kosmos-2I 63SM   | satellite militare bersaglio per il sistema radar Dnestr                  |
| Cosmos 212   | Sojuz 7K-OK | 1968-029A | 14 aprile    | Soyuz 11A51      | satellite di test                                                         |
| Cosmos 213   | Sojuz 7K-OK | 1968-030A | 15 aprile    | Soyuz 11A51      | satellite di test                                                         |
| Cosmos 214   | Zenit-4     | 1968-032A | 18 aprile    | Voskhod 11A57    | satellite da ricognizione                                                 |
| Cosmos 215   | DS-U1-A     | 1968-033A | 18 aprile    | Kosmos-2I 63SM   | satellite scientifico per lo studio della ionosfera                       |
| Cosmos 216   | Zenit-2     | 1968-034A | 20 aprile    | Voskhod 11A57    | satellite da ricognizione                                                 |
| Cosmos 217   | IS-P        | 1968-036A | 24 aprile    | Tsyklon-2A 11K67 | satellite bersaglio per l'sistema antisatellite Istrebitel Sputnikov (IS) |
| Cosmos 218   | OGCh        | 1968-037A | 25 aprile    | R-36O 8K69       | sistema di bombardamento orbitale frazionale                              |
| Cosmos 219   | DS-U2-D     | 1968-038A | 26 aprile    | Kosmos-2I 63SM   | satellite scientifico per lo studio della magnetosfera terrestre          |
| Cosmos 220   | Tsiklon     | 1968-040A | 7 maggio     | Kosmos-3M 11K65M | navigazione satellitare                                                   |
| Cosmos 221   | DS-P1-Yu    | 1968-043A | 24 maggio    | Kosmos-2I 63SM   | satellite militare bersaglio per il sistema radar Dnestr                  |
| Cosmos 222   | DS-P1-Yu    | 1968-044A | 30 maggio    | Kosmos-2I 63SM   | satellite militare bersaglio per il sistema radar Dnestr                  |
| Cosmos 223   | Zenit-2     | 1968-045A | 1 giugno     | Voskhod 11A57    | satellite da ricognizione                                                 |
| Cosmos 224   | Zenit-4     | 1968-046A | 4 giugno     | Voskhod 11A57    | satellite da ricognizione                                                 |
| Cosmos 225   | DS-U1-Ya    | 1968-048A | 11 giugno    | Kosmos-2I 63SM   | satellite scientifico per lo studio della magnetosfera terrestre          |
| Cosmos 226   | Meteor      | 1968-049A | 12 giugno    | Vostok-2M 8A92M  | satellite meteorologico sperimentale                                      |
| Cosmos 227   | Zenit-4     | 1968-051A | 18 giugno    | Voskhod 11A57    | satellite da ricognizione                                                 |
| Cosmos 228   | Zenit-2M    | 1968-053A | 21 giugno    | Voskhod 11A57    | satellite da ricognizione                                                 |
| Cosmos 229   | Zenit-4     | 1968-054A | 26 giugno    | Voskhod 11A57    | satellite da ricognizione                                                 |
| Cosmos 230   | DS-U3-S     | 1968-056A | 5 luglio     | Kosmos-2I 63SM   | Osservatorio solare                                                       |
| Cosmos 231   | Zenit-2     | 1968-058A | 10 luglio    | Voskhod 11A57    | satellite da ricognizione                                                 |
| Cosmos 232   | Zenit-4     | 1968-060A | 16 luglio    | Voskhod 11A57    | satellite da ricognizione                                                 |
| Cosmos 233   | DS-P1-Yu    | 1968-061A | 18 luglio    | Kosmos-2I 63SM   | satellite militare bersaglio per il sistema radar Dnestr                  |
| Cosmos 234   | Zenit-4     | 1968-062A | 30 luglio    | Voskhod 11A57    | satellite da ricognizione                                                 |
| Cosmos 235   | Zenit-2     | 1968-067A | 9 agosto     | Voskhod 11A57    | satellite da ricognizione                                                 |
| Cosmos 236   | Strela-2    | 1968-070A | 27 agosto    | Kosmos-3 11K65   | satellite per telecomunicazioni militare                                  |
| Cosmos 237   | Zenit-4     | 1968-071A | 27 agosto    | Voskhod 11A57    | satellite da ricognizione                                                 |
| Cosmos 238   | Sojuz 7K-OK | 1968-072A | 28 agosto    | Soyuz 11A51      | satellite di test                                                         |
| Cosmos 239   | Zenit-4     | 1968-073A | 5 settembre  | Voskhod 11A57    | satellite da ricognizione                                                 |
| Cosmos 240   | Zenit-2     | 1968-075A | 14 settembre | Voskhod 11A57    | satellite da ricognizione                                                 |
| Cosmos 241   | Zenit-4     | 1968-077A | 16 settembre | Voskhod 11A57    | satellite da ricognizione                                                 |
| Cosmos 242   | DS-P1-I     | 1968-079A | 20 settembre | Kosmos-2I 63SM   | satellite militare bersaglio                                              |
| Cosmos 243   | Zenit-2M    | 1968-080A | 23 settembre | Voskhod 11A57    | satellite da ricognizione                                                 |
| Cosmos 244   | OGCh        | 1968-082A | 2 ottobre    | R-36O 8K69       | sistema di bombardamento orbitale frazionale                              |
| Cosmos 245   | DS-P1-Yu    | 1968-083A | 3 ottobre    | Kosmos-2I 63SM   | satellite militare bersaglio per il sistema radar Dnestr                  |
| Cosmos 246   | Zenit-4     | 1968-087A | 7 ottobre    | Voskhod 11A57    | satellite da ricognizione                                                 |
| Cosmos 247   | Zenit-2     | 1968-088A | 11 ottobre   | Voskhod 11A57    | satellite da ricognizione                                                 |
| Cosmos 248   | IS-P        | 1968-090A | 19 ottobre   | Tsyklon-2A 11K67 | satellite bersaglio per l'sistema antisatellite Istrebitel Sputnikov (IS) |
| Cosmos 249   | IS-A        | 1968-091A | 20 ottobre   | Tsyklon-2A 11K67 | sistema antisatellite Istrebitel Sputnikov (IS)                           |
| Cosmos 250   | Tselina-O   | 1968-095A | 31 ottobre   | Kosmos-3M 11K65M | satellite militare ELINT                                                  |
| Cosmos 251   | Zenit-4M    | 1968-096A | 31 ottobre   | Voskhod 11A57    | satellite da ricognizione                                                 |
| Cosmos 252   | IS-A        | 1968-097A | 1 novembre   | Tsyklon-2A 11K67 | sistema antisatellite Istrebitel Sputnikov (IS)                           |
| Cosmos 253   | Zenit-2     | 1968-102A | 13 novembre  | Voskhod 11A57    | satellite da ricognizione                                                 |
| Cosmos 254   | Zenit-4     | 1968-104A | 21 novembre  | Voskhod 11A57    | satellite da ricognizione                                                 |
| Cosmos 255   | Zenit-2     | 1968-105A | 29 novembre  | Voskhod 11A57    | satellite da ricognizione                                                 |
| Cosmos 256   | Sfera       | 1968-106A | 30 novembre  | Kosmos-3M 11K65M | Geodesia satellitare                                                      |
| Cosmos 257   | DS-P1-Yu    | 1968-107A | 3 dicembre   | Kosmos-2I 63SM   | satellite militare bersaglio per il sistema radar Dnestr                  |
| Cosmos 258   | Zenit-2     | 1968-111A | 10 dicembre  | Voskhod 11A57    | satellite da ricognizione                                                 |
| Cosmos 259   | DS-U2-I     | 1968-113A | 14 dicembre  | Kosmos-2I 63SM   | satellite scientifico per lo studio della ionosfera                       |
| Cosmos 260   | Molniya-1Yu | 1968-115A | 16 dicembre  | Molniya-M 8K78M  | satellite per telecomunicazioni militare                                  |
| Cosmos 261   | DS-U2-GK    | 1968-117A | 19 dicembre  | Kosmos-2I 63SM   | satellite scientifico per lo studio della magnetosfera terrestre          |
| Cosmos 262   | DS-U2-GF    | 1968-119A | 26 dicembre  | Kosmos-2I 63SM   | satellite scientifico per lo studio del Sole                              |

## 1969
| Designazione | Nome      | NSSDC ID  | Data         | Lanciatore       | Funzione                                                   |
| ------------ | --------- | --------- | ------------ | ---------------- | ---------------------------------------------------------- |
| Cosmos 263   | Zenit-2   | 1969-003A | 12 gennaio   | Voskhod 11A57    | satellite da ricognizione                                  |
| Cosmos 264   | Zenit-4M  | 1969-008A | 23 gennaio   | Voskhod 11A57    | satellite da ricognizione                                  |
| Cosmos 265   | DS-P1-Yu  | 1969-012A | 7 febbraio   | Kosmos-2I 63SM   | satellite militare bersaglio per il sistema radar Dnestr   |
| Cosmos 266   | Zenit-2   | 1969-015A | 25 febbraio  | Voskhod 11A57    | satellite da ricognizione                                  |
| Cosmos 267   | Zenit-4   | 1969-017A | 26 febbraio  | Voskhod 11A57    | satellite da ricognizione                                  |
| Cosmos 268   | DS-P1-Yu  | 1969-020A | 5 marzo      | Kosmos-2I 63SM   | satellite militare bersaglio per il sistema radar Dnestr   |
| Cosmos 269   | Tselina-O | 1969-021A | 5 marzo      | Kosmos-3M 11K65M | satellite militare ELINT                                   |
| Cosmos 270   | Zenit-4   | 1969-022A | 6 marzo      | Voskhod 11A57    | satellite da ricognizione                                  |
| Cosmos 271   | Zenit-4   | 1969-023A | 15 marzo     | Voskhod 11A57    | satellite da ricognizione                                  |
| Cosmos 272   | Sfera     | 1969-024A | 17 marzo     | Kosmos-3M 11K65M | Geodesia satellitare                                       |
| Cosmos 273   | Zenit-2   | 1969-027A | 22 marzo     | Voskhod 11A57    | satellite da ricognizione                                  |
| Cosmos 274   | Zenit-4   | 1969-028A | 24 marzo     | Voskhod 11A57    | satellite da ricognizione                                  |
| Cosmos 275   | DS-P1-I   | 1969-031A | 28 marzo     | Kosmos-2I 63SM   | satellite militare bersaglio                               |
| Cosmos 276   | Zenit-4   | 1969-032A | 4 aprile     | Voskhod 11A57    | satellite da ricognizione                                  |
| Cosmos 277   | DS-P1-Yu  | 1969-033A | 4 aprile     | Kosmos-2I 63SM   | satellite militare bersaglio per il sistema radar Dnestr   |
| Cosmos 278   | Zenit-2   | 1969-034A | 9 aprile     | Voskhod 11A57    | satellite da ricognizione                                  |
| Cosmos 279   | Zenit-4   | 1969-038A | 15 aprile    | Voskhod 11A57    | satellite da ricognizione                                  |
| Cosmos 280   | Zenit-4M  | 1969-040A | 23 aprile    | Voskhod 11A57    | satellite da ricognizione                                  |
| Cosmos 281   | Zenit-2   | 1969-042A | 13 maggio    | Voskhod 11A57    | satellite da ricognizione                                  |
| Cosmos 282   | Zenit-4   | 1969-044A | 20 maggio    | Voskhod 11A57    | satellite da ricognizione                                  |
| Cosmos 283   | DS-P1-Yu  | 1969-047A | 27 maggio    | Kosmos-2I 63SM   | satellite militare bersaglio per il sistema radar Dnestr   |
| Cosmos 284   | Zenit-4   | 1969-048A | 29 maggio    | Voskhod 11A57    | satellite da ricognizione                                  |
| Cosmos 285   | DS-P1-Yu  | 1969-049A | 3 giugno     | Kosmos-2I 63SM   | satellite militare bersaglio per il sistema radar Dnestr   |
| Cosmos 286   | Zenit-4   | 1969-052A | 15 giugno    | Voskhod 11A57    | satellite da ricognizione                                  |
| Cosmos 287   | Zenit-2   | 1969-054A | 24 giugno    | Voskhod 11A57    | satellite da ricognizione                                  |
| Cosmos 288   | Zenit-4   | 1969-055A | 27 giugno    | Voskhod 11A57    | satellite da ricognizione                                  |
| Cosmos 289   | Zenit-4   | 1969-057A | 10 luglio    | Voskhod 11A57    | satellite da ricognizione                                  |
| Cosmos 290   | Zenit-2   | 1969-060A | 22 luglio    | Voskhod 11A57    | satellite da ricognizione                                  |
| Cosmos 291   | IS-M      | 1969-066A | 6 agosto     | Tsyklon-2 11K69  | sistema antisatellite Istrebitel Sputnikov (IS)            |
| Cosmos 292   | Tsiklon   | 1969-070A | 13 agosto    | Kosmos-3M 11K65M | navigazione satellitare                                    |
| Cosmos 293   | Zenit-2M  | 1969-071A | 16 agosto    | Voskhod 11A57    | satellite da ricognizione                                  |
| Cosmos 294   | Zenit-4   | 1969-072A | 19 agosto    | Voskhod 11A57    | satellite da ricognizione                                  |
| Cosmos 295   | DS-P1-Yu  | 1969-073A | 22 agosto    | Kosmos-2I 63SM   | satellite militare bersaglio per il sistema radar Dnestr   |
| Cosmos 296   | Zenit-4   | 1969-075A | 29 agosto    | Voskhod 11A57    | satellite da ricognizione                                  |
| Cosmos 297   | Zenit-4   | 1969-076A | 2 settembre  | Voskhod 11A57    | satellite da ricognizione                                  |
| Cosmos 298   | OGCh      | 1969-077A | 15 settembre | R-36O 8K69       | sistema di bombardamento orbitale frazionale               |
| Cosmos 299   | Zenit-4   | 1969-078A | 18 settembre | Voskhod 11A57    | satellite da ricognizione                                  |
| Cosmos 300   | E-8-5     | 1969-080A | 23 settembre | Proton-K/D 8K82K | Sonda per il ritorno di campioni lunari (missione fallita) |
| Cosmos 301   | Zenit-2   | 1969-081A | 24 settembre | Voskhod 11A57    | satellite da ricognizione                                  |
| Cosmos 302   | Zenit-4   | 1969-089A | 17 ottobre   | Voskhod 11A57    | satellite da ricognizione                                  |
| Cosmos 303   | DS-P1-Yu  | 1969-090A | 18 ottobre   | Kosmos-2I 63SM   | satellite militare bersaglio per il sistema radar Dnestr   |
| Cosmos 304   | Tsiklon   | 1969-091A | 21 ottobre   | Kosmos-3M 11K65M | navigazione satellitare                                    |
| Cosmos 305   | E-8-5     | 1969-092A | 22 ottobre   | Proton-K/D 8K82K | Sonda per il ritorno di campioni lunari (missione fallita) |
| Cosmos 306   | Zenit-2M  | 1969-093A | 24 ottobre   | Voskhod 11A57    | satellite da ricognizione                                  |
| Cosmos 307   | DS-P1-Yu  | 1969-094A | 24 ottobre   | Kosmos-2I 63SM   | satellite militare bersaglio per il sistema radar Dnestr   |
| Cosmos 308   | DS-P1-I   | 1969-096A | 4 novembre   | Kosmos-2I 63SM   | satellite militare bersaglio                               |
| Cosmos 309   | Zenit-2   | 1969-098A | 12 novembre  | Voskhod 11A57    | satellite da ricognizione                                  |
| Cosmos 310   | Zenit-4   | 1969-100A | 15 novembre  | Voskhod 11A57    | satellite da ricognizione                                  |
| Cosmos 311   | DS-P1-Yu  | 1969-102A | 24 novembre  | Kosmos-2I 63SM   | satellite militare bersaglio per il sistema radar Dnestr   |
| Cosmos 312   | Sfera     | 1969-103A | 24 novembre  | Kosmos-3M 11K65M | Geodesia satellitare                                       |
| Cosmos 313   | Zenit-2M  | 1969-104A | 3 dicembre   | Voskhod 11A57    | satellite da ricognizione                                  |
| Cosmos 314   | DS-P1-Yu  | 1969-106A | 11 dicembre  | Kosmos-2I 63SM   | satellite militare bersaglio per il sistema radar Dnestr   |
| Cosmos 315   | Tselina-O | 1969-107A | 20 dicembre  | Kosmos-3M 11K65M | satellite militare ELINT                                   |
| Cosmos 316   | IS-A      | 1969-108A | 23 dicembre  | Tsyklon-2 11K69  | sistema antisatellite Istrebitel Sputnikov (IS)            |
| Cosmos 317   | Zenit-4MK | 1969-109A | 23 dicembre  | Voskhod 11A57    | satellite da ricognizione                                  |

## 1970
| Designazione | Nome         | NSSDC ID  | Data         | Lanciatore       | Funzione                                                         |
| ------------ | ------------ | --------- | ------------ | ---------------- | ---------------------------------------------------------------- |
| Cosmos 318   | Zenit-2M     | 1970-001A | 9 gennaio    | Voskhod 11A57    | satellite da ricognizione                                        |
| Cosmos 319   | DS-P1-Yu     | 1970-004A | 15 gennaio   | Kosmos-2I 63SM   | satellite militare bersaglio per il sistema radar Dnestr         |
| Cosmos 320   | DS-MO        | 1970-005A | 16 gennaio   | Kosmos-2I 63SM   | satellite militare                                               |
| Cosmos 321   | DS-U2-MG     | 1970-006A | 20 gennaio   | Kosmos-2I 63SM   | satellite scientifico per lo studio della magnetosfera terrestre |
| Cosmos 322   | Zenit-4      | 1970-007A | 21 gennaio   | Voskhod 11A57    | satellite da ricognizione                                        |
| Cosmos 323   | Zenit-4      | 1970-010A | 10 febbraio  | Voskhod 11A57    | satellite da ricognizione                                        |
| Cosmos 324   | DS-P1-Yu     | 1970-014A | 27 febbraio  | Kosmos-2I 63SM   | satellite militare bersaglio per il sistema radar Dnestr         |
| Cosmos 325   | Zenit-2      | 1970-015A | 4 marzo      | Voskhod 11A57    | satellite da ricognizione                                        |
| Cosmos 326   | Zenit-2      | 1970-018A | 13 marzo     | Voskhod 11A57    | satellite da ricognizione                                        |
| Cosmos 327   | DS-P1-I      | 1970-020A | 18 marzo     | Kosmos-2I 63SM   | satellite militare bersaglio                                     |
| Cosmos 328   | Zenit-4MK    | 1970-022A | 27 marzo     | Voskhod 11A57    | satellite da ricognizione                                        |
| Cosmos 329   | Zenit-2M     | 1970-023A | 3 aprile     | Voskhod 11A57    | satellite da ricognizione                                        |
| Cosmos 330   | Tselina-O    | 1970-024A | 7 aprile     | Kosmos-3M 11K65M | satellite militare ELINT                                         |
| Cosmos 331   | Zenit-4      | 1970-026A | 8 aprile     | Voskhod 11A57    | satellite da ricognizione                                        |
| Cosmos 332   | Tsiklon      | 1970-028A | 11 aprile    | Kosmos-3M 11K65M | navigazione satellitare                                          |
| Cosmos 333   | Zenit-4M     | 1970-030A | 15 aprile    | Voskhod 11A57    | satellite da ricognizione                                        |
| Cosmos 334   | DS-P1-Yu     | 1970-033A | 23 aprile    | Kosmos-2I 63SM   | satellite militare bersaglio per il sistema radar Dnestr         |
| Cosmos 335   | DS-U1-R      | 1970-035A | 24 aprile    | Kosmos-2I 63SM   | satellite scientifico per studi atmosferici                      |
| Cosmos 336   | Strela-1M    | 1970-036A | 25 aprile    | Kosmos-3M 11K65M | satellite per telecomunicazioni militare                         |
| Cosmos 337   | Strela-1M    | 1970-036B | 25 aprile    | Kosmos-3M 11K65M | satellite per telecomunicazioni militare                         |
| Cosmos 338   | Strela-1M    | 1970-036C | 25 aprile    | Kosmos-3M 11K65M | satellite per telecomunicazioni militare                         |
| Cosmos 339   | Strela-1M    | 1970-036D | 25 aprile    | Kosmos-3M 11K65M | satellite per telecomunicazioni militare                         |
| Cosmos 340   | Strela-1M    | 1970-036E | 25 aprile    | Kosmos-3M 11K65M | satellite per telecomunicazioni militare                         |
| Cosmos 341   | Strela-1M    | 1970-036F | 25 aprile    | Kosmos-3M 11K65M | satellite per telecomunicazioni militare                         |
| Cosmos 342   | Strela-1M    | 1970-036G | 25 aprile    | Kosmos-3M 11K65M | satellite per telecomunicazioni militare                         |
| Cosmos 343   | Strela-1M    | 1970-036H | 25 aprile    | Kosmos-3M 11K65M | satellite per telecomunicazioni militare                         |
| Cosmos 344   | Zenit-2      | 1970-038A | 12 maggio    | Voskhod 11A57    | satellite da ricognizione                                        |
| Cosmos 345   | Zenit-4      | 1970-039A | 20 maggio    | Voskhod 11A57    | satellite da ricognizione                                        |
| Cosmos 346   | Zenit-4      | 1970-042A | 10 giugno    | Voskhod 11A57    | satellite da ricognizione                                        |
| Cosmos 347   | DS-P1-Yu     | 1970-043A | 12 giugno    | Kosmos-2I 63SM   | satellite militare bersaglio per il sistema radar Dnestr         |
| Cosmos 348   | DS-U2-GK     | 1970-044A | 13 giugno    | Kosmos-2I 63SM   | satellite scientifico per lo studio della magnetosfera terrestre |
| Cosmos 349   | Zenit-4      | 1970-045A | 17 giugno    | Voskhod 11A57    | satellite da ricognizione                                        |
| Cosmos 350   | Zenit-2M     | 1970-050A | 26 giugno    | Voskhod 11A57    | satellite da ricognizione                                        |
| Cosmos 351   | DS-P1-Yu     | 1970-051A | 27 giugno    | Kosmos-2I 63SM   | satellite militare bersaglio per il sistema radar Dnestr         |
| Cosmos 352   | Zenit-4      | 1970-052A | 7 luglio     | Voskhod 11A57    | satellite da ricognizione                                        |
| Cosmos 353   | Zenit-2M     | 1970-053A | 9 luglio     | Voskhod 11A57    | satellite da ricognizione                                        |
| Cosmos 354   | OGCh         | 1970-056A | 28 luglio    | R-36O 8K69       | sistema di bombardamento orbitale frazionale                     |
| Cosmos 355   | Zenit-4      | 1970-058A | 7 agosto     | Voskhod 11A57    | satellite da ricognizione                                        |
| Cosmos 356   | DS-U2-MG     | 1970-059A | 10 agosto    | Kosmos-2I 63SM   | satellite scientifico per lo studio della magnetosfera terrestre |
| Cosmos 357   | DS-P1-Yu     | 1970-063A | 19 agosto    | Kosmos-2I 63SM   | satellite militare bersaglio per il sistema radar Dnestr         |
| Cosmos 358   | Tsiklon      | 1970-064A | 20 agosto    | Kosmos-3M 11K65M | navigazione satellitare                                          |
| Cosmos 359   | 4V-1         | 1970-065A | 22 agosto    | Molniya-M 8K78M  |                                                                  |
| Cosmos 360   | Zenit-4M     | 1970-068A | 29 agosto    | Voskhod 11A57    | satellite da ricognizione                                        |
| Cosmos 361   | Zenit-4M     | 1970-071A | 8 settembre  | Voskhod 11A57    | satellite da ricognizione                                        |
| Cosmos 362   | DS-P1-I      | 1970-073A | 16 settembre | Kosmos-2I 63SM   | satellite militare bersaglio                                     |
| Cosmos 363   | Zenit-2M     | 1970-074A | 17 settembre | Voskhod 11A57    | satellite da ricognizione                                        |
| Cosmos 364   | Zenit-4MK    | 1970-075A | 22 settembre | Voskhod 11A57    | satellite da ricognizione                                        |
| Cosmos 365   | OGCh         | 1970-076A | 25 settembre | R-36O 8K69M      | sistema di bombardamento orbitale frazionale                     |
| Cosmos 366   | Zenit-2M     | 1970-078A | 1 ottobre    | Voskhod 11A57    | satellite da ricognizione                                        |
| Cosmos 367   | US-A         | 1970-079A | 3 ottobre    | Tsyklon-2 11K69  | satellite da ricognizione                                        |
| Cosmos 368   | Zenit-2M     | 1970-080A | 8 ottobre    | Voskhod 11A57    | satellite da ricognizione                                        |
| Cosmos 369   | DS-P1-Yu     | 1970-081A | 8 ottobre    | Kosmos-2I 63SM   | satellite militare bersaglio per il sistema radar Dnestr         |
| Cosmos 370   | Zenit-4M     | 1970-082A | 9 ottobre    | Voskhod 11A57    | satellite da ricognizione                                        |
| Cosmos 371   | Tsiklon      | 1970-083A | 12 ottobre   | Kosmos-3M 11K65M | navigazione satellitare                                          |
| Cosmos 372   | Strela-2     | 1970-086A | 16 ottobre   | Kosmos-3M 11K65M | satellite per telecomunicazioni militare                         |
| Cosmos 373   | IS-M         | 1970-087A | 20 ottobre   | Tsyklon-2 11K69  | sistema antisatellite Istrebitel Sputnikov (IS)                  |
| Cosmos 374   | IS-A         | 1970-089A | 23 ottobre   | Tsyklon-2 11K69  | sistema antisatellite Istrebitel Sputnikov (IS)                  |
| Cosmos 375   | IS-A         | 1970-091A | 30 ottobre   | Tsyklon-2 11K69  | sistema antisatellite Istrebitel Sputnikov (IS)                  |
| Cosmos 376   | Zenit-4M     | 1970-092A | 30 ottobre   | Voskhod 11A57    | satellite da ricognizione                                        |
| Cosmos 377   | Zenit-2M     | 1970-096A | 11 novembre  | Voskhod 11A57    | satellite da ricognizione                                        |
| Cosmos 378   | DS-U2-IP     | 1970-097A | 17 novembre  | Kosmos-3M 11K65M | satellite scientifico per lo studio della ionosfera              |
| Cosmos 379   | LK-T2K       | 1970-099A | 24 novembre  | Soyuz-L 11A511L  | test per lander lunare                                           |
| Cosmos 380   | DS-P1-Yu     | 1970-100A | 24 novembre  | Kosmos-2I 63SM   | satellite militare bersaglio per il sistema radar Dnestr         |
| Cosmos 381   | Ionosfernaya | 1970-102A | 2 dicembre   | Kosmos-3M 11K65M |                                                                  |
| Cosmos 382   | Sojuz 7K-L1E | 1970-103A | 2 dicembre   | Proton-K/D 8K82K | test per lander lunare                                           |
| Cosmos 383   | Zenit-4MK    | 1970-104A | 3 dicembre   | Voskhod 11A57    | satellite da ricognizione                                        |
| Cosmos 384   | Zenit-2M     | 1970-105A | 10 dicembre  | Voskhod 11A57    | satellite da ricognizione                                        |
| Cosmos 385   | Tsiklon      | 1970-108A | 12 dicembre  | Kosmos-3M 11K65M | navigazione satellitare                                          |
| Cosmos 386   | Zenit-4M     | 1970-110A | 15 dicembre  | Voskhod 11A57    | satellite da ricognizione                                        |
| Cosmos 387   | Tselina-O    | 1970-111A | 16 dicembre  | Kosmos-3M 11K65M | satellite militare ELINT                                         |
| Cosmos 388   | DS-P1-Yu     | 1970-112A | 18 dicembre  | Kosmos-2I 63SM   | satellite militare bersaglio per il sistema radar Dnestr         |
| Cosmos 389   | Tselina-D    | 1970-113A | 18 dicembre  | Vostok-2M 8A92M  | satellite militare ELINT                                         |